# 神主さんの日常
『神主さんの日常』（かんぬしさんのにちじょう）は、瀬上あきらによる神社、神主を題材とした日本の漫画作品。 無料ウェブコミック配信サイト『EDEN』（マッグガーデン）にて2013年3月5日から2014年11月20日まで連載されていた。

## 概要
埼玉県の山深い所に位置する秩父三峯神社の神主を作者が取材、知っているようで知らない神社の常識から神主さんの知られざる秘密（!?）までを描く、エッセイ漫画。
「神主さんと神社に行こう」という神主さん体験ツアーに参加した作者が「ぶっちゃけ神主さんって普段何やってんですか?」という何気ない疑問から始まり、蛙を模した自画像の作者・瀬上と、秩父三峯神社の神主・山中さんの2人が対談形式で、神主の日常生活から、意外と知られていない神社の小ネタなどを織り交ぜながら話が描かれている。本作は秩父三峯神社の他にも埼玉県神社庁からも取材協力を行っており、埼玉県神社庁のFacebook上にも同作品の紹介がされている。

## 主な登場人物
- 漫画家・瀬上あきら
- 秩父三峯神社の神主・山中さん

## 単行本
- 瀬上あきら『神主さんの日常』 マッグガーデン〈EDEN COMICS〉
  1. 2013年11月14日発売、ISBN 978-4-800-00234-1
  2. 2014年12月13日発売、ISBN 978-4-800-00384-3